# Guerres révolutionnaires yorubas
Les guerres révolutionnaires yorubas, également connues sous le nom de guerres civiles yorubas, sont une série de conflits qui ont englouti les régions de langue yoruba d'Afrique de l'Ouest d'environ 1789 à 1893. Ces guerres ont été caractérisées par des luttes intenses et prolongées entre diverses cités-États et royaumes yoruba, entraînant des changements politiques, sociaux et économiques importants dans la région.

## Histoire

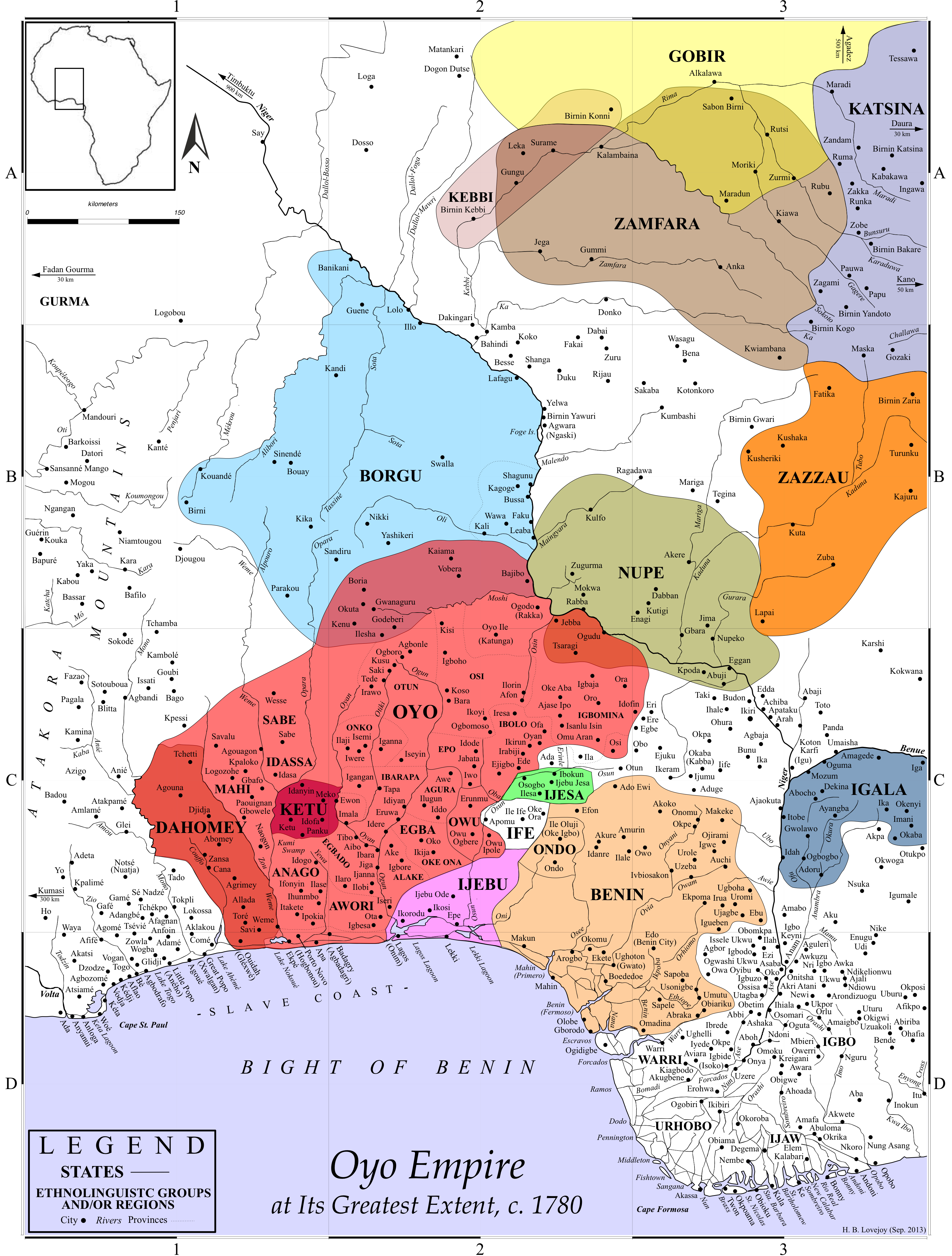
L'empire d'Oyo à son apogée vers 1780.

Au XVIIIe siècle, après que le royaume du Dahomey est ajouté à l'empire d'Oyo, Basorun Gaha de la Maison de Yau Yamba, le chef de l'Oyo Mesi (en) - la lignée la plus ancienne des chefs yoruba -, mène en 1747 une révolte populaire contre un alaafin despotique, Labisi, considéré par l'Oyo Mesi comme étant manipulé par ses chefs provinciaux. Ceux-ci, dirigés par Baale Pasin d'Ilorin de la Maison de Laderin, suspendent donc la remise des impôts à Oyo-Ile. Gaha (en) répond en envoyant une force importante à Ilorin : Pasin s'enfuit à Ola, une dépendance d'Ilorin, où il est traqué et tué par les forces fidèles à Gaha. Bien que Basorun Gaha soit vaincu en 1774 par une coalition de chefs d'Oyo-Ile, de chefs provinciaux et d'Abiodun (à l'époque un prince d'Oyo), cet événement met en évidence le mécontentement provincial quant à la manière dont Oyo administre ses territoires.

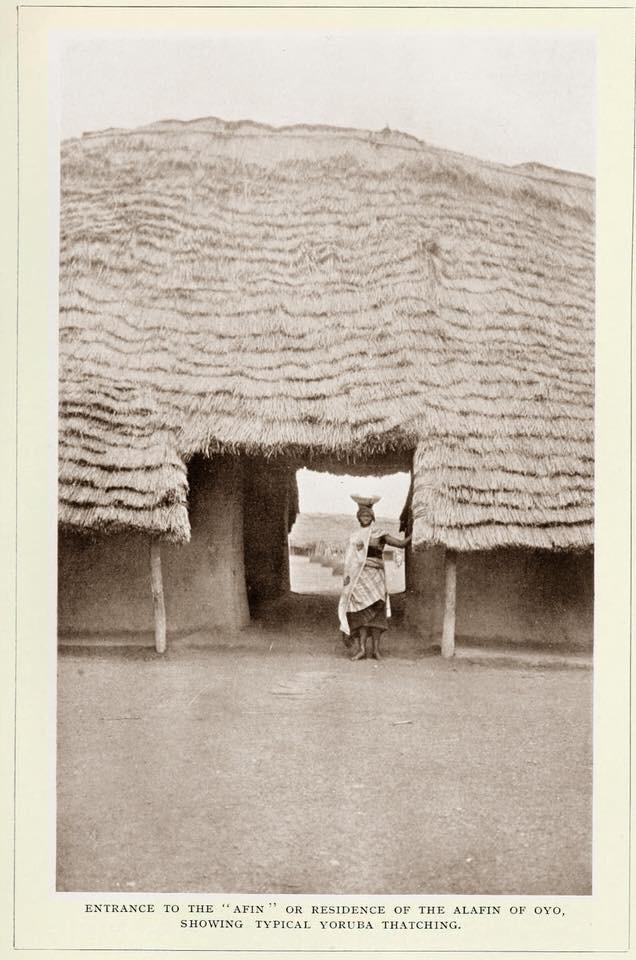
Entrée de l'Afin ou Palais des Alaafin d'Oyo.

Alaafin Abiodun (en) dirige l'empire dans une paix précaire de 1774 jusqu'à sa mort en 1789. Selon la tradition orale, cette période voit une nouvelle expansion et une décentralisation de l’autorité. C'est également sous le règne d'Abiodun qu'est promulguée la loi interdisant aux porteurs de la marques tribales Abaja d'être réduits en esclavage. Cette loi affecte gravement les moyens de subsistance des chefs provinciaux et de certains membres de la famille impériale d’Oyo. Cela conduit également à l'approvisionnement en esclaves musulmans des villes haoussas, baribas et nupes du nord ; certains de ces esclaves sont ensuite exporté vers l'Europe et les Amériques via le port d'Ajase.
L'islam arrive au Yorubaland au XIVe siècle sous le règne de Moussa Ier  du Mali, cependant, les conversions ne se sont pas généralisées avant 1655, lorsque la première mosquée est construite à Iwo, suivie d'Iseyin en 1760, de Lagos en 1774, de Shaki (en) en 1790 et d'Osogbo en 1889. En 1817, Afonja profite d'une révolte musulmane à Oyo-Ile en appelant tous les intérêts musulmans de l'empire dans le but de renforcer son soutien. Cette décision se retourne contre lui puisqu'il est assassiné lors d'un coup d'État au palais par sa bande de guerriers, alors connue sous le nom de Jamaa. L'affaiblissement de l'empire d'Oyo conduisant à l'essor rapide de la cité-État d'Ibadan en tant qu'empire a provoqué l'aboutissement de décennies de guerre dans la guerre de Kiriji (en).
Toutes ces querelles affaiblissent l’autorité centrale et donnent naissance à l’autonomie régionale. Ils influencent considérablement le paysage sociopolitique du Yorubaland et élargissent la portée de la traite des esclaves au XIXe siècle. Certaines des victimes de ces guerres se sont converties au christianisme en Sierra Leone. L'effet le plus notable est la création de nouveaux États : Ibadan, Abeokuta et Ijaiye (en). Ces événements voient également l’ascension et la chute de certaines des personnalités les plus influentes de l’histoire yoruba : Kurunmi à Ijaye, Basorun Oluyole (en), Latoosa (en), Efunsetan Aniwura (en) et Balogun Ogunmola à Ibadan, Biodun Fabunmi à Ekiti, Ògèdèngbé Agbógungbọ́rọ̀ (en), Efunroye Tinubu, Kosoko à Lagos, Arilekolasi à Ondo et bien d'autres. Cela a également gravement affaibli la suzeraineté d'Oyo sur la région, ouvrant finalement la voie à l'annexion britannique à la fin des années 1800 sous prétexte de mettre fin à la traite des esclaves.